# Lotti Huber

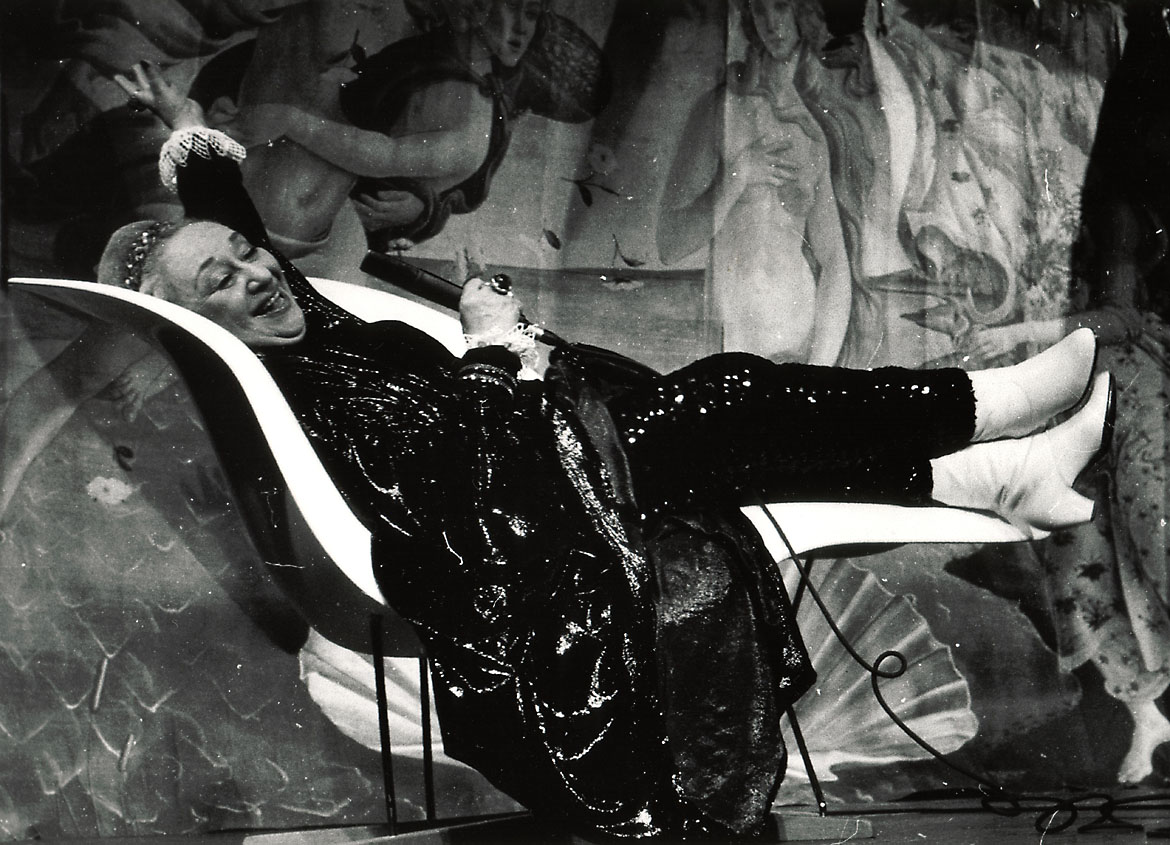
Lotti Huber

Lotti Huber, geborene Charlotte Goldmann (* 16. Oktober 1912 in Kiel; † 31. Mai 1998 in Berlin), war eine deutsche Schauspielerin, Sängerin, Tänzerin und avantgardistische Künstlerin, die durch ihre Rollen in Filmen von Rosa von Praunheim berühmt wurde.

## Leben
Lotti Goldmann wurde 1912 als Tochter großbürgerlicher jüdischer Eltern in Kiel geboren. Sie wuchs mit zwei Brüdern auf. Walter war zwei Jahre älter und Kurt, der sich später Ruwen Golan nannte, drei Jahre jünger. Früh interessierte sie sich für Tanz und Theater und nahm entsprechenden Unterricht. Mit ihrer Jugendliebe Hillert Lueken, dem Sohn des ehemaligen Kieler Oberbürgermeisters Emil Lueken, ging sie nach Berlin und lebte dort mit ihm zusammen. Da Lotti Jüdin war, wurde Hillert Lueken 1937 von den Nationalsozialisten wegen „Rassenschande“ verhaftet und ermordet. Sie selbst wurde in das KZ Moringen und nach dessen Auflösung ins KZ Lichtenburg deportiert. Durch das Engagement ihres Bruders Kurt wurde sie 1938 von einer US-amerikanischen Organisation freigekauft. Sie ging über die Schweiz und Italien nach Haifa in Palästina ins Exil.
Sie studierte Tanz und Pantomime und zog mit ihrem ersten Mann Alec Kingaby, einem britischen Offizier, durch den Nahen Osten. Sie arbeitete in Nachtclubs und Varietés als Tänzerin. Beide ließen sich auf Zypern nieder und eröffneten in Nikosia ein Hotel. Nach der Scheidung zog Lotti nach Kyrenia, eine Hafenstadt im Norden Zyperns, und betrieb ein eigenes Restaurant, „The Octopus“. Dort lernte sie ihren zweiten Mann Norman Huber (1910–1971) kennen, ebenfalls britischer Offizier, mit dem sie 1960 nach London ging.
1965 wurde ihr Mann in die Bundesrepublik Deutschland versetzt, und Lotti Huber kehrte mit ihm zurück. Das Ehepaar ließ sich in Berlin nieder. Nach dem Tod ihres Mannes musste sich Huber mit Gelegenheitsjobs durchschlagen. So übersetzte sie Liebesromane aus dem Englischen, eröffnete in ihrer Wohnung eine Benimmschule, verkaufte in Warenhäusern Kräuterlikör und arbeitete als Filmstatistin.

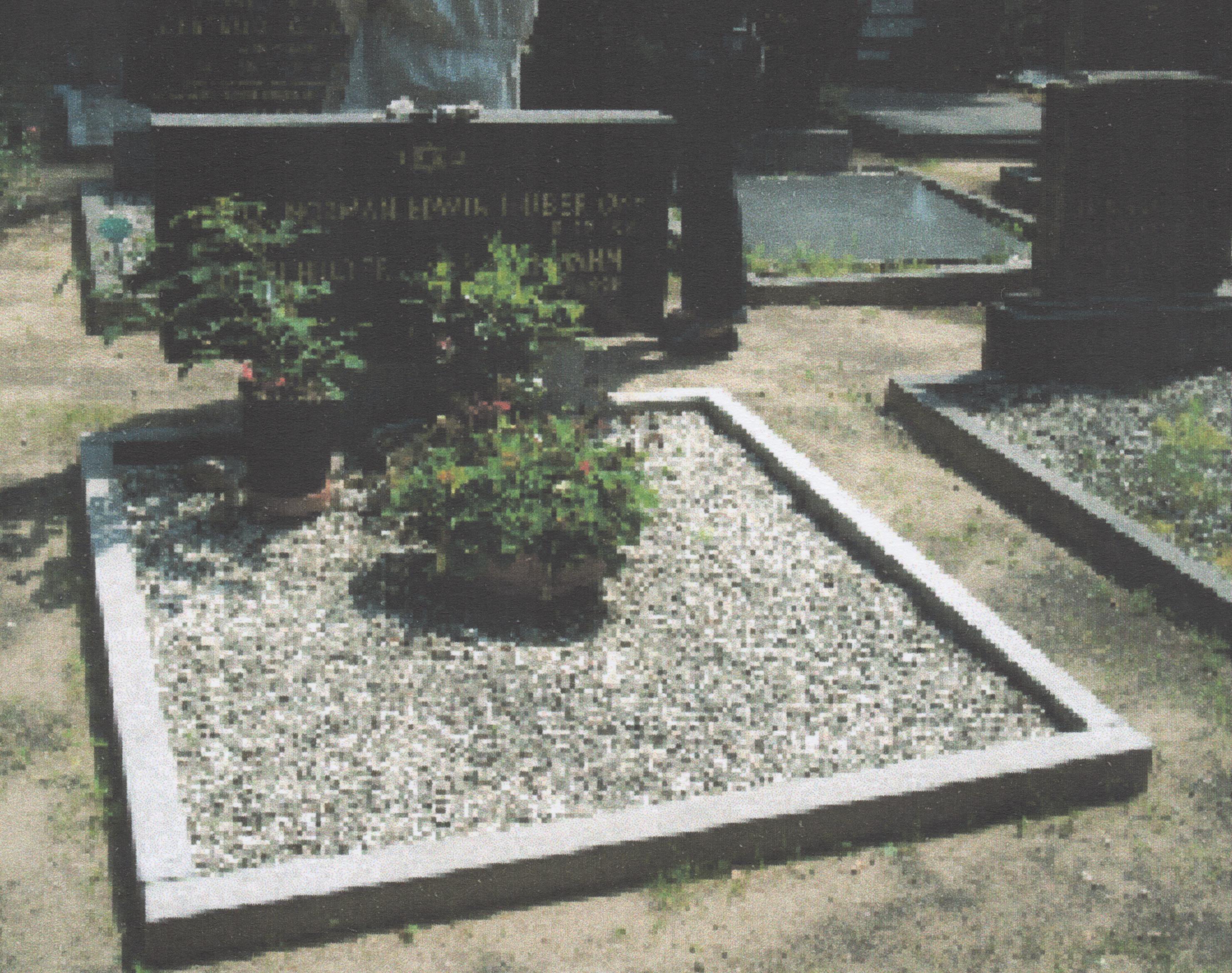
Grabstätte von Lotti Huber

Mit dem semi-dokumentarischen Film Affengeil von Rosa von Praunheim wurde sie 1990 einem großen Publikum bekannt. Bei von Praunheims Film Anita – Tänze des Lasters von 1988 über die Nackttänzerin Anita Berber war sie am Drehbuch beteiligt und übernahm die Hauptrolle. Durch die Filme von Rosa von Praunheim berühmt geworden, trat Huber bis zu ihrem Tod mit Soloprogrammen auf, die biografische Erzählungen, Tanz, Kabarett und Chanson miteinander verbanden, und war zu Gast in vielen TV-Talkshows und anderen Fernsehsendungen wie Wetten, dass..?. Ihre Autobiografie Diese Zitrone hat noch viel Saft wurde ein Bestseller. Daneben hatte sie bis zu ihrem Tod einige Jahre einen regelmäßigen Auftritt in der Sendung Holgers Waschsalon im Fernsehprogramm des Hessischen Rundfunks. Sie galt als Star des Berliner Undergrounds und hatte eine große Fangemeinde, vor allem in der schwul-lesbischen Szene. In den letzten Jahren bis zu ihrem Tod arbeitete sie mit Thom Nowotny als musikalischem Begleiter zusammen. Mit ihm hatte sie auch eine gemeinsame Fernsehsendung im Berliner Stadtfernsehen TV-Berlin.
Lotti Huber ist auf dem Jüdischen Friedhof Heerstraße in Berlin neben ihrem Mann Norman Edwin Huber beigesetzt.
Nach ihr ist eine Senioreneinrichtung in Kiel benannt, das Lotti-Huber-Haus. Außerdem wurde der Lotti-Huber-Platz in Kiel nach ihr benannt.

## Werke

### Filme
- 1979: Die Geisterbehörde – Regie: Wilm ten Haaf (Putzfrau, uncredited)
- 1979: Schöner Gigolo, armer Gigolo – Regie: David Hemmings
- 1981: Unsere Leichen leben noch – Regie: Rosa von Praunheim
- 1982:  Der Zauberberg – Regie: Hans W. Geißendörfer (Statisterie)
- 1983: Stadt der verlorenen Seelen – Regie: Rosa von Praunheim (Statisterie)
- 1983: Chérie, mir ist schlecht – Regie: Marion Kiss (Kleines Fernsehspiel, ZDF)
- 1984: Horror Vacui – Regie: Rosa von Praunheim
- 1988: Anita – Tänze des Lasters – Regie: Rosa von Praunheim
- 1989: Er – Sie – Es, Regie: Sven Severin
- 1989: Schweinegeld – Ein Märchen der Gebrüder Nimm – Regie: Norbert Kückelmann
- 1990: Affengeil – Regie: Rosa von Praunheim
- 1992: Die Lügnerin
- 1995: Neurosia – Regie: Rosa von Praunheim
- 1996: Lotti Hubers letzter Tanz – Regie: Paul McYesterday (Kurzfilm)
- 1998: Liebling, vergiss die Socken nicht!

### Bücher
- Diese Zitrone hat noch viel Saft! Ein Leben. Edition diá, St. Gallen 1990; DTV, München 1993, ISBN 3-423-11673-0 und ISBN 978-3-423-20223-7; E-Book: Edition diá, Berlin 2012, ISBN 978-3-86034-502-3 (Epub), ISBN 978-3-86034-602-0 (Mobi)
- Jede Zeit ist meine Zeit. Gespräche. Hrsg. v. Peter Süß. Edition diá, St. Gallen 1991; DTV, München 1994, ISBN 3-423-11772-9 und ISBN 978-3-423-20170-4; E-Book: Edition diá, Berlin 2012, ISBN 978-3-86034-503-0 (Epub), ISBN 978-3-86034-603-7 (Mobi)
- Gedacht. Gedichtet. Erzählungen. Yontown, Berlin, 1995, ISBN 3-931178-01-3
- Drei Schritt vor und kein Zurück! Bargeflüster. Hrsg. von Max Christian Graeff. DTV, München 1998, ISBN 3-423-20222-X

### Tonträger
- Affengeil! LP und CD, Navigator 1990
- Für Euch. CD, Yontown Rec. 1994
- Guten Morgen, Chef! CD-Single, Yontown Rec. 1995

### Hörbuch
- Hannelore Hoger liest Lotti Huber: Diese Zitrone hat noch viel Saft! 2 CDs. Kunstmann, München 2003, ISBN 3-88897-330-9

## Bühne
- Alexander Katt: Lotti ! – Die Zitrone kehrt zurück. Ein Musical-Solo, Uraufführung an Lotti Hubers 100. Geburtstag 2012, Berlin,   Theater O-TonArt, Bühnenmanuskript